# Харисиос Вамвакас
Харисиос Вамвакас (на гръцки: Χαρίσιος Βαμβακάς) е гръцки политик от първата половина на XX век.

## Биография
Роден е в 1872 година в южния македонски град Кожани, Османската империя. През лятото на 1909 година е избран за депутат в Османския парламент след оставката на Константинос Дризис. На изборите през март 1912 година, след силно фалшифициране на вота, губи с Георгиос Бусиос срещу Григориос Анагносту и Осман бей, кандидатите на Младотурския комитет.
На 5 януари 1912 година в Цариград заедно с Димитриос Динкас започва да издава на френски език вестника „Трибюн де Насионалите“ (La Tribune des Nationalites) с подзаглавие Седмичен политически вестник.